# Tropicamide
Tropicamide, được bán dưới tên thương hiệu Mydriacyl và các thương hiệu khác, là một loại thuốc dùng để làm giãn đồng tử và giúp kiểm tra mắt. Cụ thể nó được sử dụng để giúp kiểm tra phía sau mắt. Nó được áp dụng như thuốc nhỏ mắt. Hiệu ứng xảy ra trong vòng 40 phút và kéo dài đến một ngày.
Các tác dụng phụ thường gặp bao gồm mờ mắt, tăng áp lực nội nhãn và nhạy cảm với ánh sáng. Một tác dụng phụ hiếm gặp nhưng nghiêm trọng khác là rối loạn tâm thần, đặc biệt ở trẻ em. Không rõ liệu sử dụng thuốc này trong khi mang thai có an toàn cho em bé hay không. Tropicamide nằm trong phần thuốc đối kháng tại thụ thể muscarinic thuộc họ thuốc kháng cholinergic. Nó hoạt động bằng cách làm cho các cơ trong mắt không thể phản ứng với các tín hiệu thần kinh.
Tropicamide đã được phê duyệt cho sử dụng y tế tại Hoa Kỳ vào năm 1960. Nó nằm trong Danh sách các loại thuốc thiết yếu của Tổ chức Y tế Thế giới, loại thuốc hiệu quả và an toàn nhất cần thiết trong hệ thống y tế. Chi phí bán buôn ở các nước đang phát triển là khoảng 4,19 - 4,55 USD mỗi chai 15 ml. Tại Hoa Kỳ, một lần điều trị chỉ tốn dưới 25 đô la.

## Sử dụng y tế
Tropicamide là một loại thuốc đối kháng tại thụ thể muscarinic tạo giãn đồng tử trong thời gian ngắn và cycloplegia  khi áp dụng như thuốc nhỏ mắt. Nó được sử dụng để cho phép kiểm tra tốt hơn các thấu kính, hài hước thủy tinh thể và võng mạc. Do thời gian tác dụng tương đối ngắn (4 – 8 giờ), nó thường được sử dụng trong các lần kiểm tra mắt như kiểm tra đáy mắt bị giãn, nhưng nó cũng có thể được sử dụng trước hoặc sau phẫu thuật mắt. Giọt Cycloplegic thường cũng dùng để điều trị trước viêm màng bồ đào, giảm nguy cơ sau synechiae và giảm viêm trong khoang phía trước của mắt.